# Bermuda op de Olympische Zomerspelen 1936
Bermuda debuteerde op de Olympische Spelen tijdens de  Olympische Zomerspelen 1936 in Berlijn, Duitsland. Het zou tot 1976 duren voordat de eerste medaille werd behaald.

## Deelnemers en resultaten

### Zwemmen
| Olympiër                                                | Discipline            | Resultaat | Prestatie                                               |
| ------------------------------------------------------- | --------------------- | --------- | ------------------------------------------------------- |
| Leonard Spence                                          | 100m vrije slag (m)   | 25e       | serie 4: 4e in 1.01,9                                   |
| John Young                                              | 100m vrije slag (m)   | 43e       | serie 6: 6e in 1.07,8                                   |
| Edmund Cooper                                           | 400m vrije slag (m)   | 33e       | serie 5: 5e in 5.53,8                                   |
| Percy Belvin                                            | 200m schoolslag (m)   | 22e       | serie 2: 5e in 3.09,8                                   |
| Leonard Spence                                          | 200m schoolslag (m)   | DSQ       | serie 4: 1e in 2.52,0 halve finale 2: gediskwalificeerd |
| Edmund Cooper Leonard Spence Dudley Spurling John Young | 4x200m vrije slag (m) | 14e       | serie 1: 5e in 10.50,5                                  |

Afghanistan · Argentinië · Australië · België · Bermuda · Bolivia · Brazilië · Brits-Indië · Bulgarije · Canada · Chili · Colombia · Costa Rica · Denemarken · Duitsland · Egypte · Estland · Filipijnen · Finland · Frankrijk · Griekenland · Groot-Brittannië · Hongarije · IJsland · Italië · Japan · Joegoslavië · Letland · Liechtenstein · Luxemburg · Malta · Mexico · Monaco · Nederland · Nieuw-Zeeland · Noorwegen · Oostenrijk · Peru · Polen · Portugal · Republiek China · Roemenië · Tsjecho-Slowakije · Turkije · Uruguay · Verenigde Staten · Zuid-Afrika · Zweden · Zwitserland